# 卡多索·瓦雷拉
卡多索·瓦雷拉（葡萄牙語：Cardoso Pinto Mandume Varela；2008年10月29日—），葡萄牙足球运动员，司职边锋。

## 早年生活
瓦雷拉出生于安哥拉，2022年7月6日获得葡萄牙国籍。

## 俱乐部生涯
瓦雷拉在2024年欧青赛后主动断绝了与波尔图的合同谈判，前往克罗地亚，尝试签约克罗地亚业余俱乐部奥德兰克西·奥布雷日迪纳摩（NK Dinamo Odranksi Obrež），被波尔图上诉到国际足联，最后国际足联拒绝其注册申请两次，期间传出加盟巴萨等球队的传闻。2025年2月，随着和波尔图的合同到期，瓦雷拉正式加盟萨格勒布迪那摩。

## 国际队生涯
瓦雷拉是葡萄牙U17里最年轻的成员，2024年在塞浦路斯举行的2024年歐洲U-17足球錦標賽中以1进球3助攻助队获得亚军。